# アイドリング!!!のオールナイトニッポン
アイドリング!!!のオールナイトニッポンは、ニッポン放送の深夜番組オールナイトニッポンで、2007年8月7日（火曜日）25:00 - 27:00（8月8日水曜日未明午前1:00 - 3:00 JST、フジテレビの日）に放送されたラジオ番組。

## 概要
普段この時間帯は「くりぃむしちゅーのオールナイトニッポン」を放送しているが、パーソナリティのくりぃむしちゅーが夏休みためピンチヒッターとして、フジテレビ721→フジテレビONEで放送されている番組「アイドリング!!!」のメンバーがパーソナリティを務める「アイドリング!!!のオールナイトニッポン」が放送された。ディレクターはニッポン放送の木村ディレクター。

## パーソナリティ
- 加藤沙耶香（アイドリング1号）
- 小泉瑠美（アイドリング2号）
- 遠藤舞（アイドリング3号）
- 滝口ミラ（アイドリング5号）最後の約10分は単独
- 升野英知（バカリズム・アイドリング!!!MC）番組途中で乱入、最後まではいなかった。
- 門澤清太（アイドリング!!!番組プロデューサー）ゲスト出演。

※4号・江渡万里彩、6号・外岡えりか、7号・谷澤恵里香、8号・フォンチー、9号・横山ルリカの5名は18歳未満で労働基準法の年少者保護規定の関係により、深夜の生放送には出演できないため、事前に収録した部分で出演した。

## ネット局
| 放送対象地域  | 放送局                                                          | 放送曜日・放送時間         |
| ------------- | --------------------------------------------------------------- | -------------------------- |
| 関東広域圏    | ニッポン放送（LF） アイドリング!!!のオール ナイトニッポン基幹局 | 8月7日火曜 深夜1:00 - 3:00 |
| 北海道        | STVラジオ（STV）                                                | 8月7日火曜 深夜1:00 - 3:00 |
| 青森県        | 青森放送（RAB）                                                 | 8月7日火曜 深夜1:00 - 3:00 |
| 岩手県        | IBC岩手放送（IBC）                                              | 8月7日火曜 深夜1:00 - 3:00 |
| 秋田県        | 秋田放送（ABS）                                                 | 8月7日火曜 深夜1:00 - 3:00 |
| 宮城県        | 東北放送（TBC）                                                 | 8月7日火曜 深夜1:00 - 3:00 |
| 山形県        | 山形放送（YBC）                                                 | 8月7日火曜 深夜1:00 - 3:00 |
| 福島県        | ラジオ福島（RFC）                                               | 8月7日火曜 深夜1:00 - 3:00 |
| 栃木県        | 栃木放送（CRT）                                                 | 8月7日火曜 深夜1:00 - 3:00 |
| 茨城県        | 茨城放送（IBS）                                                 | 8月7日火曜 深夜1:00 - 3:00 |
| 山梨県        | 山梨放送（YBS）                                                 | 8月7日火曜 深夜1:00 - 3:00 |
| 長野県        | 信越放送（SBC）                                                 | 8月7日火曜 深夜1:00 - 3:00 |
| 新潟県        | 新潟放送（BSN）                                                 | 8月7日火曜 深夜1:00 - 3:00 |
| 静岡県        | 静岡放送（SBS）                                                 | 8月7日火曜 深夜1:00 - 3:00 |
| 富山県        | 北日本放送（KNB）                                               | 8月7日火曜 深夜1:00 - 3:00 |
| 石川県        | 北陸放送（MRO）                                                 | 8月7日火曜 深夜1:00 - 3:00 |
| 福井県        | 福井放送（FBC）                                                 | 8月7日火曜 深夜1:00 - 3:00 |
| 中京広域圏    | CBCラジオ（CBC）                                                | 8月7日火曜 深夜1:00 - 3:00 |
| 近畿広域圏    | ラジオ大阪（OBC）                                               | 8月7日火曜 深夜1:00 - 3:00 |
| 京都府 滋賀県 | KBS京都（KBS）                                                  | 8月7日火曜 深夜1:00 - 3:00 |
| 和歌山県      | 和歌山放送（WBS）                                               | 8月7日火曜 深夜1:00 - 3:00 |
| 島根県 鳥取県 | 山陰放送（BSS）                                                 | 8月7日火曜 深夜1:00 - 3:00 |
| 岡山県        | 山陽放送（RSK）                                                 | 8月7日火曜 深夜1:00 - 3:00 |
| 広島県        | 中国放送（RCC）                                                 | 8月7日火曜 深夜1:00 - 3:00 |
| 山口県        | 山口放送（KRY）                                                 | 8月7日火曜 深夜1:00 - 3:00 |
| 徳島県        | 四国放送（JRT）                                                 | 8月7日火曜 深夜1:00 - 3:00 |
| 香川県        | 西日本放送（RNC）                                               | 8月7日火曜 深夜1:00 - 3:00 |
| 愛媛県        | 南海放送（RNB）                                                 | 8月7日火曜 深夜1:00 - 3:00 |
| 高知県        | 高知放送（RKC）                                                 | 8月7日火曜 深夜1:00 - 3:00 |
| 福岡県        | KBCラジオ（KBC）                                                | 8月7日火曜 深夜1:00 - 3:00 |
| 長崎県 佐賀県 | 長崎放送（NBC）                                                 | 8月7日火曜 深夜1:00 - 3:00 |
| 熊本県        | 熊本放送（RKK）                                                 | 8月7日火曜 深夜1:00 - 3:00 |
| 大分県        | 大分放送（OBS）                                                 | 8月7日火曜 深夜1:00 - 3:00 |
| 宮崎県        | 宮崎放送（MRT）                                                 | 8月7日火曜 深夜1:00 - 3:00 |
| 鹿児島県      | 南日本放送（MBC）                                               | 8月7日火曜 深夜1:00 - 3:00 |
| 沖縄県        | ラジオ沖縄（ROK）                                               | 8月7日火曜 深夜1:00 - 3:00 |